# 6232 Zubitskia

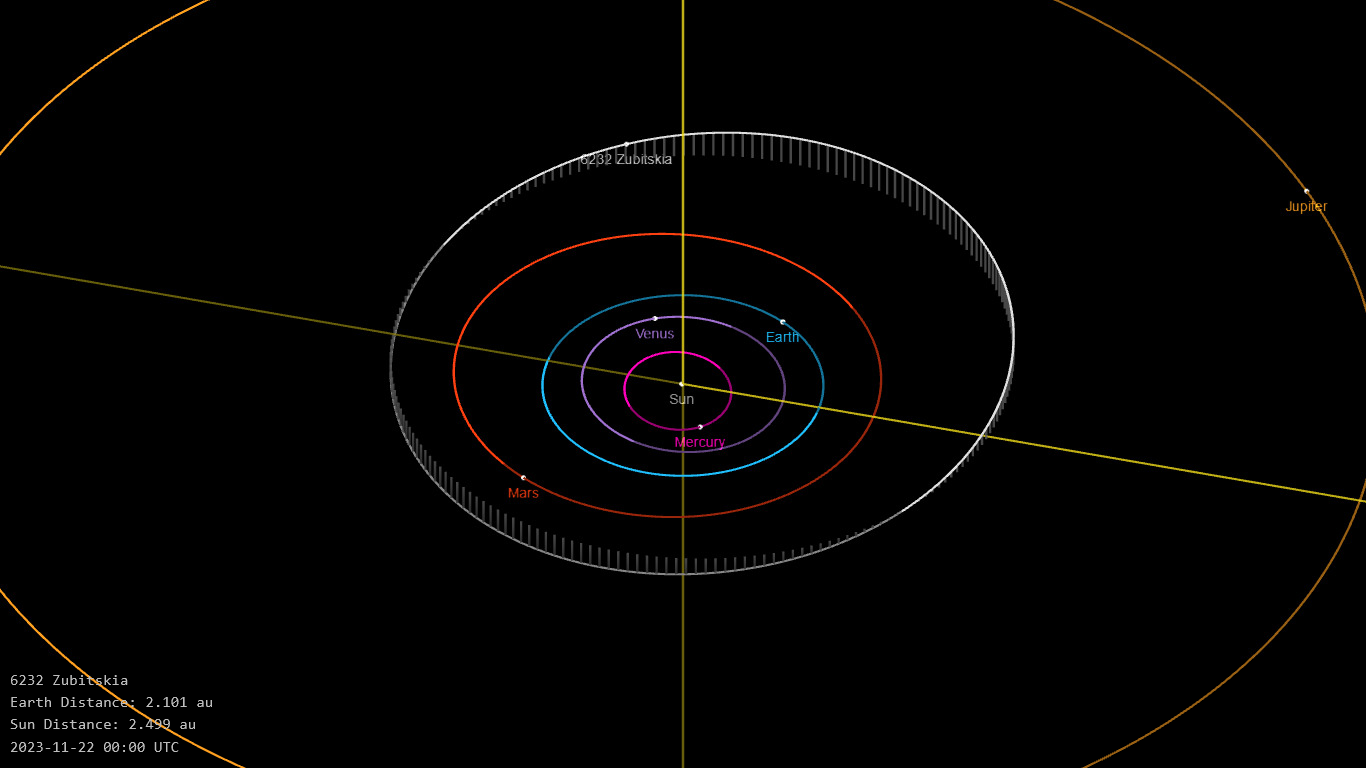

6232 Zubitskia è un asteroide della fascia principale. Scoperto nel 1985, presenta un'orbita caratterizzata da un semiasse maggiore pari a 2,2432589 UA e da un'eccentricità di 0,1467484, inclinata di 5,95153° rispetto all'eclittica.